# سیارک ۵۶۸۷
سیارک ۵۶۸۷ (به انگلیسی: 5687 Yamamotoshinobu، نامگذاری:1991AB1) پنج هزار و ششصد و هشتاد و هفتمین سیارک کشف شده‌است که در ۱۳ ژانویه ۱۹۹۱ کشف شد.
قدر مطلق سیارک برابر ۱۱٫۰۰ است.